# Marek Antoni Nowicki
Marek Antoni Nowicki (ur. 5 marca 1953 w Siemiatyczach) – polski adwokat, ekspert, publicysta, promotor praw człowieka.

## Życiorys
W 1975 ukończył studia prawnicze na Wydziale Prawa i Administracji Uniwersytetu Warszawskiego.

### Działalność opozycyjna
Jako urzędujący prokurator (Prokuratura Rejonowa Warszawa Praga-Północ) w styczniu 1981 został członkiem NSZZ „Solidarność” i podjął współpracę z Komisją Interwencji i Mediacji Regionu Mazowsze i Komisją Koordynacyjną NSZZ „Solidarność” Pracowników Prokuratury. 1 października 1981 został doradcą prawnym w Biurze Interwencji Ogólnopolskiego Komitetu Założycielskiego NSZZ Rolników Indywidualnych „Solidarność”. W 1982, po wprowadzeniu stanu wojennego, prowadził podziemną działalność opozycyjną jako współpracownik zdelegalizowanych struktur „Solidarności”. Uczestnik prac Centrum Obywatelskich Inicjatyw Ustawodawczych Solidarności. Pisał komentarze w prasie drugiego obiegu, głównie w piśmie „KOS”. Był jednym z współzałożycieli Komitetu Helsińskiego i współautorem wszystkich jego raportów wydanych w podziemiu, w tym raportu o łamaniu praw człowieka w PRL w okresie stanu wojennego, przygotowanego w 1983 na Konferencję KBWE w Madrycie. Był doradcą prawnym Międzyzakładowego Komitetu Strajkowego podczas najdłuższego w historii PRL robotniczego protestu – trwającego od 15 sierpnia do 3 września 1988 r. strajku okupacyjnego w kopalni „Manifest Lipcowy” w Jastrzębiu Zdroju. W grudniu 1988 został zaproszony do Nowego Jorku jako jeden z kilkunastu monitorujących przestrzeganie praw człowieka z różnych stron świata, na obchody 10-lecia organizacji Human Rights Watch. Reprezentował tam polski ruch praw człowieka.
Z ramienia NSZZ „Solidarność” brał udział w negocjacjach, które doprowadziły do zakończenia 16 marca 1989 strajku okupacyjnego komunikacji miejskiej w Płocku. Doradzał komitetom organizacyjnym NSZZ „Solidarność” m.in. Huty Katowice. W 1989, wspólnie z prof. Janem Rosnerem i prof. Pawłem Czartoryskim, był autorem tez do dyskusji podzespołu ds. górnictwa „Okrągłego Stołu”. Brał również udział w pracach przygotowawczych podzespołu ds. prawa i sądownictwa. Od jesieni 1988 był doradcą NSZZ „Solidarność” Regionów Śląsko-Dąbrowskiego i Mazowsza.
Z powodu jego działalności opozycyjnej władze PRL odmawiały mu uprawnień adwokackich. W 1987 r. został wpisany na listę adwokatów i został członkiem Izby Adwokackiej w Warszawie.

### Działalność po 1989 roku
W 1989 był współzałożycielem działającej już legalnie Helsińskiej Fundacji Praw Człowieka w Polsce, następnie przez wiele lat jej wiceprezesem, a w latach 2003–2008 – prezesem. W 2012 został przewodniczącym Rady Fundacji (do 2016 r.). W latach 1990–1993 członek władz Międzynarodowej Helsińskiej Federacji Praw Człowieka z siedzibą w Wiedniu (w latach 1991–1993 pełnił obowiązki jej prezydenta).
W 1991 był stypendystą Fundacji Kościuszkowskiej, visiting fellow w Human Rights Program Uniwersytetu Harvarda w USA.
W latach 1989–1991 był członkiem redakcji „Tygodnika Solidarność”, później regularnie pisał w „Rzeczpospolitej” oraz m.in. w „Tygodniku Powszechnym”, „Prawie i Życiu”, gazecie „Nowy Świat”, „Gazecie Prawnej”. Współpracuje z gazetą lokalną „Tygodnik Podlaski – Głos Siemiatycz”.
Uczestniczył w działaniach Rady Europy na rzecz przestrzegania praw człowieka w wielu konfliktach, które wybuchły na Starym Kontynencie w latach 90. XX wieku. Oceniał w imieniu Rady Europy stan przygotowań do członkostwa tej organizacji i przyjęcia Europejskiej Konwencji Praw Człowieka przez takie państwa, jak Federacja Rosyjska, Gruzja, Mołdawia i Azerbejdżan. Jest ekspertem Rady Europy, Europejskiej Komisji na rzecz Demokracji przez Prawo (tzw. Komisja Wenecka)i Biura Instytucji Demokratycznych i Praw Człowieka Organizacji Bezpieczeństwa i Współpracy w Europie (OBWE).
W latach 1990–1992 współtworzył (z prof. Andrzejem Rzeplińskim i Markiem Nowickim) Kartę Praw i Wolności do polskiej konstytucji.
W 1990 założył Komisję Praw Człowieka przy Naczelnej Radzie Adwokackiej i przez dziesięć lat był jej przewodniczącym. W okresie 1995–1998 był członkiem Naczelnej Rady Adwokackiej. Od 1990 r. jest członkiem Komitetu Redakcyjnego pisma Adwokatury „Palestra”. Do 2013 był członkiem Rady Naukowej Ośrodka Badawczego Adwokatury. Od lat jest wykładowcą Izby Adwokackiej w Warszawie.
W 1990 był jednym z założycieli Polskiej Sekcji Międzynarodowej Komisji Prawników (International Commission of Jurists – ICJ) i przez pewien czas członkiem jej zarządu i wiceprzewodniczącym.
W latach 1993–1999 był sędzią w Europejskiej Komisji Praw Człowieka w Strasburgu (1997–1998, wiceprzewodniczący jednej z dwóch izb Komisji).
W  latach 1995–2002 był członkiem Rady Doradczej European Roma Rights Centre (ERRC) (Budapeszt); w latach 1999–2013 był członkiem Rady Doradczej International Centre for the Legal Protection of Human Rights – INTERIGHTS (Londyn); w latach 1995–1999 był członkiem Rady Human Rights Institute, International Bar Association (HRI IBA) (Londyn).
10 lipca 2000 został powołany przez Szefa Misji ONZ w Kosowie, na propozycję OBWE, na stanowisko Międzynarodowego Rzecznika Praw Obywatelskich (International Ombudsperson) w Kosowie. Pełnił tę funkcję do końca 2005.
Na początku lat 2000 był, na zaproszenie dr. Janusza Kochanowskiego, członkiem Kolegium założonego przez niego pisma „Jus et Lex”.
Trzykrotnie, w latach 1998, 2002 i 2009, był jednym z trzech polskich kandydatów do Europejskiego Trybunału Praw Człowieka. W latach 2003–2006 był powołanym przez Komisję Europejską członkiem z ramienia Polski Sieci Niezależnych Ekspertów Unii Europejskiej ds. Praw Podstawowych.
W 2005 był jednym z trzech kandydatów przedstawionych przez Komitet Ministrów Zgromadzeniu Parlamentarnemu Rady Europy do wyboru Komisarza Praw Człowieka (w wyborach otrzymał drugą liczbę głosów z niewielką stratą do wybranego komisarza – Thomasa Hammarberga).
W styczniu 2007 z nominacji prezesa Europejskiego Trybunału Praw Człowieka został powołany przez ONZ w skład trzyosobowej Komisji Doradczej ds. Praw Człowieka w Kosowie (UNMIK Human Rights Advisory Panel), w której orzekał do końca jej istnienia, a więc do czerwca 2016. Od początku jej działalności był jej przewodniczącym.
W październiku 2008 został powołany do Kapituły Nagrody Praw Człowieka Zgromadzenia Parlamentarnego Rady Europy, a w lipcu 2013 do Kapituły nowej, zastępującej ją, Nagrody Praw Człowieka im. Vaclava Havla (do czerwca 2019 r.).
Autor wielu książek i artykułów o prawach człowieka publikowanych w Polsce i za granicą, w tym m.in. komentarza do Europejskiej Konwencji Praw Człowieka pt.: „Wokół Konwencji Europejskiej” mającego dotychczas osiem wydań drukowanych (ostatnie w lipcu 2021r.  i dwa wyłącznie elektroniczne (w 2015 i 2025r.), z których dwa zostały opublikowane również w języku albańskim w Tiranie. W latach 2007–2013 wykładał w Collegium Civitas w Warszawie, a w latach 2014–2015 oraz 2018–2019 w Krajowej Szkole Administracji Publicznej (KSAP). Jest ekspertem prawnym Rady Europy i OBWE, autorem wielu opinii i analiz na rzecz tych organizacji.
Od listopada 2017 r. do czerwca 2019 r. był ekspertem/doradcą w misji OBWE w Kosowie w procesie tworzenia z inicjatywy Prezydenta Kosowa Komisji Prawdy i Pojednania.

## Ordery i nagrody
W 1984 otrzymał nagrodę Polcul Foundation (z siedzibą w Australii) za wyjątkowy wkład w rozwój niezależnej kultury polskiej; w 1992 nagrodę Fundacji Krzyżanowskiego (USA) za promocję praw człowieka; w 1995 r. został odznaczony przez Naczelną Radę Adwokacką odznaką „Adwokatura Zasłużonym”; w 2008 r. otrzymał doroczną nagrodę „Złotego Paragrafu” przyznaną przez redakcję Gazety Prawnej za publikacje promujące prawa człowieka; otrzymał również nagrodę imienia Edwarda E. Wende „Salus Rei Publicae Suprema Lex Esto” za rok 2008 za wybitne zasługi dla obrony praw człowieka i umacniania demokracji. W 2014 r. wyróżniony przez Stowarzyszenie „Pamięć Jastrzębska” honorowym certyfikatem „Człowieka Wolności i Niepodległości” za „udział i zaangażowanie w walkę o wolną Rzeczpospolitą Polską i budowanie demokratycznej Ojczyzny”.
9 kwietnia 2009 r. został przez prezydenta Lecha Kaczyńskiego odznaczony Krzyżem Oficerskim Orderu Odrodzenia Polski „za wybitne zasługi w kształtowaniu państwa prawa, a w szczególności za działalność na rzecz zachowania praworządności w czasach PRL”. 22 lutego 2017 decyzją Szefa Urzędu do Spraw Kombatantów i Osób Represjonowanych otrzymał status działacza opozycji antykomunistycznej. 18 kwietnia 2017 został odznaczony przez prezydenta Andrzeja Dudę Krzyżem Wolności i Solidarności.